# Boulogne (Vendée)
Boulogne és un municipi francès situat al departament de Vendée i a la regió de País del Loira. L'any 2013 tenia 818 habitants.

## Demografia

### Població
El 2007 la població de fet de Boulogne era de 666 persones. Hi havia 243 famílies de les quals 59 eren unipersonals (16 homes vivint sols i 43 dones vivint soles), 59 parelles sense fills, 113 parelles amb fills i 12 famílies monoparentals amb fills.
La població ha evolucionat segons el següent gràfic:
Habitants censats

### Habitatges
El 2007 hi havia 276 habitatges, 253 eren l'habitatge principal de la família, 11 eren segones residències i 12 estaven desocupats. Tots els 276 habitatges eren cases. Dels 253 habitatges principals, 214 estaven ocupats pels seus propietaris, 38 estaven llogats i ocupats pels llogaters i 1 estava cedit a títol gratuït; 1 tenia una cambra, 8 en tenien dues, 32 en tenien tres, 55 en tenien quatre i 157 en tenien cinc o més. 220 habitatges disposaven pel capbaix d'una plaça de pàrquing. A 87 habitatges hi havia un automòbil i a 153 n'hi havia dos o més.

### Piràmide de població
La piràmide de població per edats i sexe el 2009 era:
| Homes | Edats   | Dones |
| ----- | ------- | ----- |
| 0     | 95 o +  | 0     |
| 0     | 90 a 94 | 0     |
| 0     | 85 a 89 | 0     |
| 0     | 80 a 84 | 4     |
| 4     | 75 a 79 | 8     |
| 8     | 70 a 74 | 8     |
| 0     | 65 a 69 | 12    |
| 20    | 60 a 64 | 16    |
| 4     | 55 a 59 | 12    |
| 20    | 50 a 54 | 12    |
| 16    | 45 a 49 | 16    |
| 20    | 40 a 44 | 16    |
| 24    | 35 a 39 | 32    |
| 24    | 30 a 34 | 24    |
| 16    | 25 a 29 | 20    |
| 24    | 20 a 24 | 8     |
| 8     | 15 a 19 | 20    |
| 4     | 10 a 14 | 40    |
| 8     | 5 a 9   | 28    |
| 16    | 0 a 4   | 44    |

## Economia
El 2007 la població en edat de treballar era de 431 persones, 356 eren actives i 75 eren inactives. De les 356 persones actives 338 estaven ocupades (183 homes i 155 dones) i 18 estaven aturades (6 homes i 12 dones). De les 75 persones inactives 22 estaven jubilades, 28 estaven estudiant i 25 estaven classificades com a «altres inactius».

### Ingressos
El 2009 a Boulogne hi havia 266 unitats fiscals que integraven 693 persones, la mediana anual d'ingressos fiscals per persona era de 15.976 €.

### Activitats econòmiques
Dels 19 establiments que hi havia el 2007, 1 era d'una empresa de fabricació d'altres productes industrials, 6 d'empreses de construcció, 6 d'empreses de comerç i reparació d'automòbils, 1 d'una empresa d'hostatgeria i restauració, 1 d'una empresa immobiliària, 3 d'empreses de serveis i 1 d'una empresa classificada com a «altres activitats de serveis».
Dels 8 establiments de servei als particulars que hi havia el 2009, 3 eren tallers de reparació d'automòbils i de material agrícola, 1 paleta, 1 guixaire pintor, 2 empreses de construcció i 1 perruqueria.
L'any 2000 a Boulogne hi havia 18 explotacions agrícoles que ocupaven un total de 806 hectàrees.

## Equipaments sanitaris i escolars
El 2009 hi havia una escola elemental.

## Poblacions més properes
El següent diagrama mostra les poblacions més properes.